# Kekem
Kekem (parfois Kékem) est une commune du Cameroun située à l'extrémité nord du littoral Camerounais. 
Cette localité est une des plus importantes dans la production nationale de cacao.
Les peuples de la localité de Kekem sont les Mbo, un des deux peuples Sawa (avec Santchou) placés sur le plan administratif dans la région de l'ouest.

## Géographie
Situé sur l'axe Douala-Bafoussam, le village est célèbre par sa première maison dotée d'un étage, dont la terrasse porte fièrement en fer forgé la mention Le Premier étage de Kékem.
L'arrondissement de Kekem compte sept groupements. La Commune compte 25 conseillers municipaux tous issus du RDPC, depuis les municipales de 2002.
L'urbanisation est susceptible de s'étendre vers le quartier Bangui Chari. Bangui Chari à l'avantage de se situer géographiquement sur un plateau argilo-sableu. Le maire Djouamadji Joseph estime que c'est une zone d'opportunités de tous genres.
Sur le plan sociologue, Kekem est « jaloux » de son cosmopolitisme qui fait de lui une mosaïque de culture. Il est peuplé en majorité des Mboo venus de Melong et de la Plaine des Mboo.
| Santchou | Fokoué, Bandja | Banka  |
| Melong   | Kékem          | Bana   |
| Melong   | Banwa          | Bafang |

## Histoire
Le 20 octobre 2007, la ville a connu un glissement de terrain qui a endeuillé une famille et laissé plus de quarante personnes sans abris. L'opération de secours a été illico organisée par le sous préfet Pipa, qu'assistait le maire Djouamadji Joseph.
Le maire Sielienou, soucieux de la circulation des hommes et des biens, décida de la création de la déviation située en contrebas du grand mur.
À cette occasion, le CERAC accorda un important don en produits de premières nécessité aux sinistrés.
Au départ Keukeum, signifiant franges du fleuve Nkam ou franges de montagnes, de talus, de ravins, vu sa position par rapport au fleuve et aux hautes terres de l'ouest. Il a été écrit Kekem par l'administration.

## Population
Lors du recensement de 2005, la commune comptait 31 542 habitants, dont 17 333 pour Kekem Ville.
Elles sont composées des mbo'o, majoritaires avec 60 %, et les autres tribus 40 %.
La diversité des populations locales fait de Kekem le Cameroun en miniature.
Parmi ces populations d'implantions anciennes, on note une prépondérance des communautés Mbos nde, mifi,, etc.
Elles vivent dans la paix et la concorde.
La croissance des populations de cette localité est galopante depuis quelques années en relation avec la nouvelle dynamique économique. Ce qui fait de cette localité un lieu stratégique dans le développement du Cameroun.

## Structure administrative de la commune
- La commune de Kekem épouse les limites de l'arrondissement éponyme.son siège se trouve dans la ville de Kekem.

Son conseil est constitué de 25 conseillers municipaux.
L'exécutif communal est constitué d'un Maire titulaire et de deux adjoints.
Outre la ville de Kekem proprement dite, la commune comprend les groupements suivants :
- Balembo
- Bamengui
- Fonkouakem
- Fondjomoko
- Foyemtcha
- Mboebo
- KEKEM